# Léon Dufour
Jean Marie Léon Dufour (Saint-Sever, Landes, 10 de abril de 1780 — Saint-Sever, 18 de abril de 1865) foi um médico e naturalista francês.

## Biografia
De 1799 1806, estudou medicina em Paris. Participou como médico na campanha da Espanha de 1808 à 1814. Quando a guerra terminou, retornou para instalar-se na sua cidade natal.
Publicou, durante a sua vida, 232 artigos sobre artrópodes, dos quais uns  vinte dedicados as aranhas.  Foi o autor de Recherches anatomiques sur les Carabiques et sur plusieurs autres Coléoptères ( 1824 - 1826, Paris).

## Fonte
- Jean-Jacques Amigo, « Dufour (Jean-Marie, dit Léon) », in Nouveau Dictionnaire de biographies roussillonnaises, vol. 3 Sciences de la Vie et de la Terre, Perpignan, Publications de l'olivier, 2017, 915 p. (ISBN 9782908866506)
- Chantal Boone ( 2003). Léon Dufour (1780-1865). Savant naturaliste et médecin. Atlantica (Anglet) : 336 p.